# Hibiscus malacospermus
Hibiscus malacospermus är en malvaväxtart som först beskrevs av Porphir Kiril Nicolai Stepanowitsch Turczaninow, och fick sitt nu gällande namn av Ernst Meyer, William Henry Harvey och Sond.. Hibiscus malacospermus ingår i Hibiskussläktet som ingår i familjen malvaväxter. Inga underarter finns listade i Catalogue of Life.